# 360 (số)
360 (ba trăm sáu mươi) là một số tự nhiên ngay sau 359 và ngay trước 361.